# Tanya Gilly Khailany
Tanya Gilly Khailany és una antiga diputada iraquiana, militant feminista i especialista en processos d'instauració de la pau.

## Biografia
Originària de la ciutat de Kirkuk al Kurdistan Iraquià, Tanya Gilly Khailany va ser activista des de ben jove. Es va implicar en moltes causes, com ara la lluita per als drets fonamentals de les persones, la igualtat i la justícia per als pobles del Kurdistan i d'Iraq. Va estudiar ciències polítiques a la Universitat Carleton d'Ottawa, al Canadà.

## Carrera política
Tanya Gilly Khailany es va traslladar a Washington, on treballa com a directora dels programes de la Foundation for the Defense of Democracies (Fundació per a la defensa de les democràcies). Treballa com a defensora dels drets en estreta col·laboració amb els polítics que prenen decisions a la capital federal per ajudar a donar la paraula a les persones sub-representades en les regions del Mitjà Orient i d'Àfrica del Nord,.
De 2006 a 2010, Tanya Gilly Khailany va ocupar un escó en elParlament Iraquià, representant el poble de Kirkuk i defensant els interessos d'una societat multiètnica i religiosa. És membre de la comissió de relacions exteriors. És coneguda per haver denunciat les injustícies patides pels kurds iraquians en el passat, i per ser testimoni de la seva situació geopolítica actual. És igualment una de les principals veus que reclamen una representació més justa de les dones en l'esfera política. Militant activa per als drets de les dones, porta el combat per al vot de la llei sobre la quota del 25% de dones electes als diferents consells provincials del país,.

## Activisme
Tanya Gilly Khailany és especialista en participació política i en processos d'instauració de la pau. El 26 de setembre de 2018, va prendre la paraula en una trobada organitzada en el marc de la 73a sessió de l'Assemblea General de les Nacions Unides a Nova York. Per a l'activista, la pau rau sobretot en la igualtat de possibilitats i en la justícia social,. Aquest procés descansa sobre una participació significativa de les dones. Segons Gilly Khailany, per arribar a la pau, les dones han de, en primer lloc, obtenir el seu lloc en la taula de negociacions
Tanya Gilly Khailany ha participat en el consell d'administració de diverses organitzacions no governamentals a Iraq i al Kurdistan. És una de les fundadores de l'Ashti Women's Movement, que ha tingut un paper determinant en la reunió entre l'oposició i el govern. És sovint convidada en mitjans de comunicació iraquians i internacionals,.
Tanya Gilly Khailany és la cofundadora, amb Sherri Kraham Talabani, de la Fundació SEED, una organització que acompanya les víctimes de violències, lluita contra el tràfic de persones a l'Iraq i dona suport al desenvolupament del Kurdistan,.